# Rivalidad franco-alemana

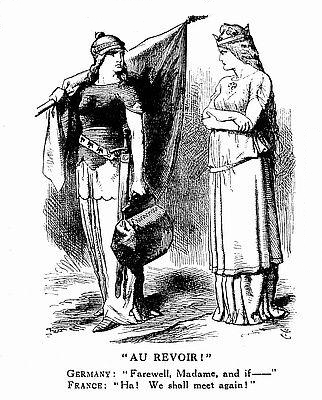
Caricatura de John Tenniel de 1881 sobre las relaciones franco-alemanas

La rivalidad franco-alemana (en francés: Rivalité franco-allemande, en alemán: Deutsch-französische Erbfeindschaft) fue la idea de relaciones inevitablemente hostiles y revanchismo mutuo entre alemanes (incluidos austriacos) y franceses que surgieron en el siglo XVI y se hizo popular con la guerra franco-prusiana de 1870-1871. Fue un factor importante en la unificación de Alemania (sin Austria) y la Primera Guerra Mundial, y terminó después de la Segunda Guerra Mundial, cuando, bajo la influencia de la Guerra Fría, Alemania Occidental y Francia se convirtieron en parte de la OTAN y de la Comunidad Europea del Carbón y del Acero.

## Historia

### Orígenes
La rivalidad y las diferencias culturales entre las tribus galas y germánicas, las culturas prerromanas que evolucionaron gradualmente hacia Francia y Alemania, fueron notadas por Julio César en su obra Sobre la guerra de las Galias. Romanos, cartagineses y muchas otras culturas emplearon frecuentemente a miembros de tribus galas como guías y traductores. Los galos asaltaron con frecuencia el territorio romano, de manera más espectacular en 390/387 a. C. (390 a. C. siendo el año tradicional y 387 a. C. un año probable), tomando la propia Roma después de la Batalla del Alia y aceptando un rescate considerable por la liberación de la ciudad. La propia Galia tenía una importancia estratégica tanto por su posición geográfica como por ser una fuente de ingresos, mercenarios y esclavos. Las tribus germánicas, en cambio, permanecieron más aisladas y rebeldes. Alemania se encontraba más lejos del dominio romano y estaba bien protegida por las fuertes barreras naturales de los Alpes, los ríos Rin y Danubio y los densos bosques. Por lo tanto, el Imperio Romano en expansión dirigió su atención primero a la Galia, culminando con la conquista de la Galia por Julio César en los años 50 a. C.
Debido a su proximidad más cercana a Roma y obstáculos geográficos menos formidables, Roma pudo consolidar su control de Galia. Durante los siguientes tres siglos, hasta la crisis del siglo III, la Galia fue parte integral del Imperio Romano. Galia gradualmente se romanizó, su gente adoptó las costumbres romanas y fusionó sus propias lenguas indígenas con el latín para producir el francés antiguo, que a lo largo de la Edad Media evolucionó hacia el francés. Germania, por otro lado, nunca fue completamente romanizada. Alemania Occidental, conocida por los romanos como Germania, no se integró en el Imperio hasta el siglo I d. C., y los romanos dejaron de intentar conquistar y romanizar la mitad oriental de Alemania después de la desastrosa batalla del bosque de Teutoburgo.
Las diferencias culturales entre los galos y los alemanes conspiraron con la extensión dramáticamente diferente de la romanización para establecer las dos culturas como entidades distintas y discretas durante el Imperio Romano tardío y la Edad Media temprana. Los francos, ellos mismos una tribu germánica, abandonaron gran parte del legado lingüístico y cultural de sus antepasados germánicos después de haber conquistado la Galia y con el tiempo se diferenciaron de otras tribus germánicas más cercanas al Rin y al este del Rin.
El Imperio carolingio establecido en 800 por Carlomagno logró una unidad política transitoria, pero la muerte del hijo de Carlomagno, Luis el Piadoso, marcó su desaparición, ya que en 843 el reino carolingio fue dividido en tres partes por el Tratado de Verdún. La Francia Media, la débil parte central bajo el emperador Lotario I, pronto se dividió nuevamente. La parte norte de Lotaringia a ambos lados de la frontera del idioma se convirtió en una manzana de la discordia entre los reinos occidental y oriental que se convirtieron en las naciones modernas de Francia y Alemania.
Francia mantuvo un papel geopolítico mucho más orientado hacia el exterior durante la Edad Media, librando guerras contra los españoles y los ingleses que finalmente definieron la identidad de la nación como una unidad políticamente integrada y discreta, y ocupando un papel importante como la más grande, poderosa y poblada nación cristiana de Europa. Por estas razones, el francés suplantó gradualmente al latín como el idioma común de la diplomacia y la cultura internacionales. Alemania, por otro lado, se mantuvo más introvertida.
El rápido ascenso de Prusia en el siglo XIX, y después de 1871 hasta principios del siglo XX, el Imperio alemán, incluso sin Austria, alteró el equilibrio de poder entre las dos naciones. Esto dio lugar a un cambio existencial en la naturaleza de su relación, cada vez más definida por el nacionalismo moderno mutuamente hostil. Los escritores, historiadores y políticos de ambos países tendieron a proyectar su enemistad hacia atrás, consideraron toda la historia como una narrativa única, coherente e ininterrumpida del conflicto en curso, y reinterpretaron la historia anterior para encajar en el concepto de una "enemistad hereditaria".

### Francia y los Habsburgo

Territorios de Carlos V que rodean el Reino de Francia

En 1477, el archiduque Habsburgo Maximiliano I de Austria, hijo del emperador Federico III, se casó con María la Rica, la única hija del duque de Borgoña Carlos el Temerario. Federico y Carlos habían arreglado el matrimonio, poco antes de que el duque fuera asesinado en la batalla de Nancy.
Sus antepasados de la casa francesa de Valois-Borgoña a lo largo de los siglos habían adquirido una colección de territorios a ambos lados de la frontera de Francia con el Sacro Imperio Romano Germánico. Se extendía desde la Borgoña propiamente dicha en el sur hasta los Países Bajos en el norte, algo parecido a la Francia medieval temprana. Tras la muerte del duque, el rey Luis XI de Francia intentó apoderarse de su herencia como feudos revertidos, pero fue derrotado por Maximiliano, quien por el Tratado de Senlis de 1493 anexó los territorios de Borgoña, incluidos Flandes y Artois, y afirmó la posesión del Condado de Borgoña (Franco Condado).
Maximiliano, emperador del Sacro Imperio Romano Germánico desde 1493, también pudo casar a su hijo Felipe el Hermoso con Juana de Castilla, heredera tanto de la Corona de Castilla como de la Corona de Aragón. Su nieto, el emperador Carlos V, heredó los Países Bajos y el Franco Condado en 1506. Cuando (por vía materna) también heredó España en 1516, Francia estaba rodeada de territorios de los Habsburgo y se sentía bajo presión. La tensión resultante entre las dos potencias provocó una serie de conflictos, como las Guerras de Italia o la guerra de sucesión española, hasta que la Revolución diplomática de 1756 los hizo aliados contra Prusia.
La guerra de los Treinta Años (1618-1648) fue un conflicto complejo que tuvo lugar en el Sacro Imperio Romano y sus alrededores, con causas religiosas, estructurales y dinásticas. Francia intervino en este conflicto tanto de forma indirecta, en gran medida pero no exclusivamente, del lado de varias potencias protestantes intervinientes, como directamente a partir de 1635. La Paz de Westfalia de 1648 le dio a Francia un control limitado sobre Alsacia y Lorena. Los Tratados de Nimega de 1679 consolidaron este resultado al poner las ciudades bajo control francés. En 1681, Francia ocupó Estrasburgo.
Mientras tanto, la expansión del Imperio otomano musulmán se convirtió en una seria amenaza para la Austria cristiana. El Vaticano inició una llamada Liga Santa contra el "enemigo hereditario" de la Europa cristiana. Lejos de unirse o apoyar el esfuerzo común de Austria, Brandeburgo-Prusia, los otros estados alemanes y Polonia, Francia bajo Luis XIV invadió los Países Bajos Españoles en septiembre de 1683, pocos días antes de la Batalla de Viena. Mientras Austria y los otros estados alemanes estaban ocupados con la Gran Guerra Turca (1683-1699), Francia inició la Guerra de la Gran Alianza (1688-1697). El intento de conquistar gran parte del sur de Alemania finalmente fracasó, cuando las tropas alemanas se retiraron de la frontera otomana y se trasladaron a la región. Sin embargo, siguiendo una política de tierra arrasada que provocó una gran protesta pública en ese momento, las tropas francesas, bajo el notorio general Ezéchiel du Mas, devastaron grandes partes del Palatinado, Baden y Württemberg quemando y arrasando numerosas ciudades y pueblos en el sur de Alemania.
En el curso de la guerra de los Siete Años y en vista del naciente Reino de Prusia, que había concluido el Tratado de neutralidad de Westminster con el Imperio británico, los franceses bajo el rey Luis XV reajustaron su política exterior. La Revolución diplomática instigada por el canciller austríaco Wenzel Anton Kaunitz en 1756 puso fin a la enemistad franco-Habsburgo.

### Francia y Prusia

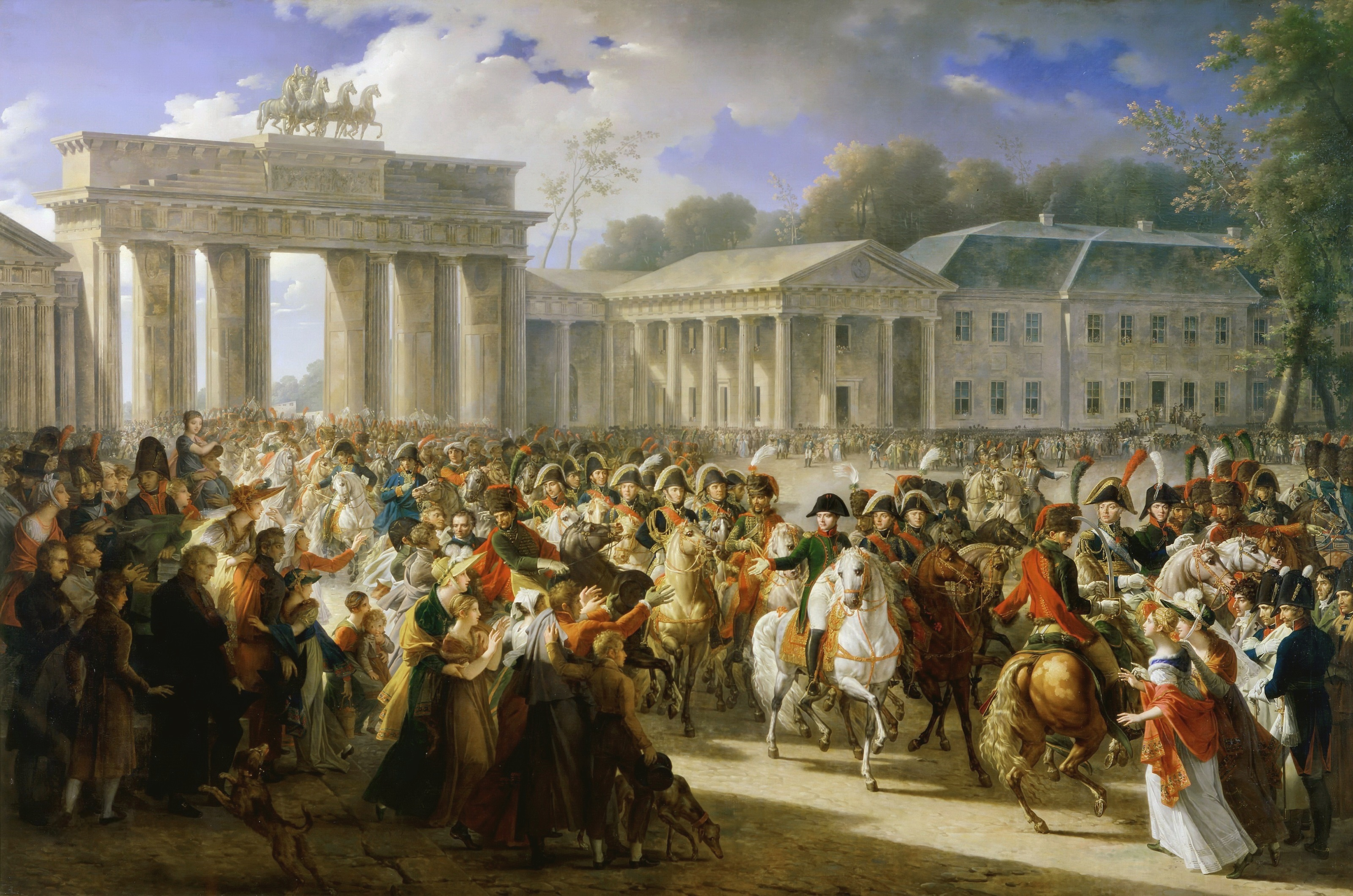
Tropas francesas entrando en Berlín, 1806

La Revolución Diplomática como alianza entre Francia, el Imperio Habsburgo y Rusia se manifestó en 1756 en el Tratado de Versalles y la siguiente guerra de los Siete Años contra Prusia y Gran Bretaña. Aunque un estado-nación alemán en general estaba en el horizonte, las lealtades de la población alemana fuera de Prusia eran principalmente con estados más pequeños. La guerra francesa contra Prusia se justificó por su papel como garante de la Paz de Westfalia de 1648, y Francia estaba luchando del lado de la mayoría de los estados alemanes, incluida la Austria de los Habsburgo.
La población civil seguía considerando la guerra como un conflicto entre sus autoridades y distinguía entre las tropas menos según el bando en el que luchaban que según cómo trataban a la población local. Los contactos personales y el respeto mutuo entre los oficiales franceses y prusianos no se detuvieron por completo mientras luchaban entre sí, y la guerra resultó en un gran intercambio cultural entre los ocupantes franceses y la población alemana.
La percepción de la guerra comenzó a cambiar después de la Revolución Francesa. La leva en masa para las Guerras Revolucionarias y la formación inicial de los estados nacionales en Europa hicieron de la guerra cada vez más un conflicto entre pueblos en lugar de un conflicto entre autoridades llevado a cabo a espaldas de sus súbditos.
Tras la batalla de Austerlitz (1805), Napoleón puso fin al Sacro Imperio Romano al año siguiente. En 1806, en la batalla de Jena, las fuerzas francesas aplastaron a los ejércitos prusianos. A las dos semanas de la batalla, Napoleón había conquistado casi toda Prusia, excepto el área alrededor de Königsberg. El ejército prusiano, antes considerado invencible, se había combatido casi hasta el punto de la liquidación total. Esta humillación llevó a los filósofos alemanes (como Clausewitz, Fichte y Arndt) a jugar un papel importante para el desarrollo del nacionalismo alemán. Lideró a políticos (como Stein y Hardenberg) para reformar Prusia con el fin de adaptar su país al nuevo mundo provocado por la Revolución Francesa.
El Bloqueo Continental llevó a Napoleón a incorporar directamente áreas de habla alemana como Hamburgo en su Primer Imperio francés. Napoleón reformuló el mapa de Alemania con la creación de la Confederación del Rin, que incluía Estados vasallos gobernados directamente por miembros de la familia Bonaparte (como el Reino de Westfalia y el Gran Ducado de Berg) y Estados aliados que se aprovecharon del protectorado francés para aumentar su territorio y poder (como el Reino de Baviera y el Reino de Sajonia).
Las Guerras napoleónicas, a menudo libradas en Alemania y con alemanes en ambos lados, como en la Batalla de Leipzig, también marcaron el comienzo de lo que se llamó explícitamente enemistad hereditaria franco-alemana. El nacionalismo alemán moderno nació en oposición a la dominación francesa bajo Napoleón. En la modificación del mapa político de Europa después de la derrota de Napoleón, la mayoría de los territorios de habla alemana en Renania contigua a Francia fueron puestos bajo el dominio de Prusia y el resto fue gobernado por Baviera y el Gran Ducado de Hesse.

### SigloXIX

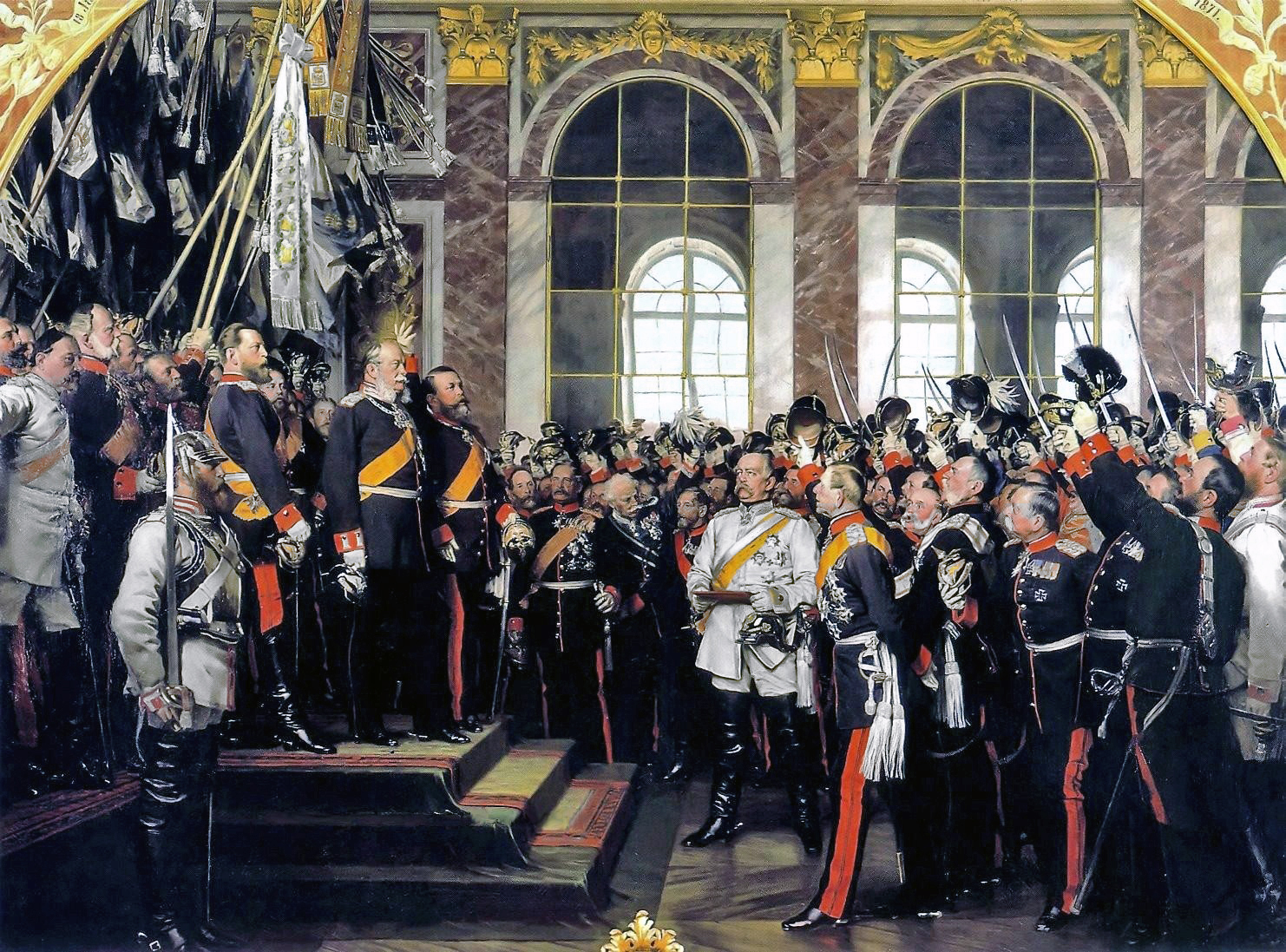
Proclamación del Imperio alemán en el Salón de los Espejos de Versalles

Una pintura de 1887 que representa a niños franceses aprendiendo a no olvidar las provincias perdidas de Alsacia y Lorena

Durante la primera mitad del siglo XIX, muchos alemanes esperaban una unificación de la mayoría o de todos los estados alemanes, pero la mayoría de los líderes alemanes y las potencias extranjeras se oponían a ella. El movimiento nacionalista alemán creía que una Alemania unida (incluso sin Austria) reemplazaría a Francia como potencia territorial dominante en Europa Occidental. Este argumento se vio favorecido por los cambios demográficos: desde la Edad Media, Francia había tenido la mayor población de Europa Occidental, pero en el siglo XIX, su población se estancó (una tendencia que continuó hasta la segunda mitad del siglo XX), y la población de los estados alemanes lo superó y continuó aumentando rápidamente.
La unificación de Alemania, excluida Austria, fue provocada por la guerra franco-prusiana en 1870 y la derrota francesa. Las fuerzas de Prusia y los otros estados alemanes (excluyendo Austria) aplastaron a los ejércitos franceses en la Batalla de Sedán. Finalmente, el Tratado de Frankfurt, alcanzado después de un largo asedio de París, obligó a Francia a ceder el territorio de Alsacia-Lorena (que consiste en la mayor parte de Alsacia y una cuarta parte de Lorena), del cual la mayoría de los habitantes hablaban dialectos alemanes. Francia tuvo que pagar una indemnización de 5000 millones de francos al recién declarado Imperio Alemán. A partir de entonces, el Imperio Alemán había reemplazado a Francia como la principal potencia terrestre. Bajo Otto von Bismarck, Alemania estaba contenta: tenía todo lo que quería para que su objetivo principal fuera la paz y la estabilidad. Sin embargo, cuando pareció que Alemania ganaría decisivamente a finales de 1870, la opinión pública alemana exigió que humillara a Francia, con el ejército alemán favoreciendo la anexión para crear fronteras más defendibles. Bismarck cedió a regañadientes: los franceses nunca olvidarían ni perdonarían, calculó erróneamente, por lo que bien podría tomar las provincias. La política exterior de Alemania cayó en una trampa sin salida. La única política que tenía sentido era tratar de aislar a Francia para que no tuviera aliados fuertes. Sin embargo, Francia complicó los planes de Berlín cuando se hizo amigo de Rusia. En 1905, un plan alemán para una alianza con Rusia fracasó porque Rusia estaba demasiado cerca de Francia.

### Las guerras mundiales
El deseo de venganza contra Alemania y las demandas de recuperación de las "provincias perdidas" de Alsacia y Lorena se escucharon a menudo en la década de 1870. La reacción francesa a corto plazo después de 1871 fue el revanchismo, un sentimiento de amargura, odio y demanda de venganza contra Alemania y demanda de la devolución de las dos provincias perdidas. Las pinturas que enfatizaban la humillación de la derrota tuvieron una gran demanda, como las de Alphonse de Neuville. Sin embargo, la opinión de la élite francesa cambió después de unos 5 años. Las élites ahora estaban tranquilas y lo consideraron un problema menor. El problema de Alsacia-Lorena fue un tema menor después de 1880, y los republicanos y socialistas sistemáticamente minimizaron el problema. El retorno se convirtió en el objetivo de la guerra francesa después de que comenzara la Primera Guerra Mundial.

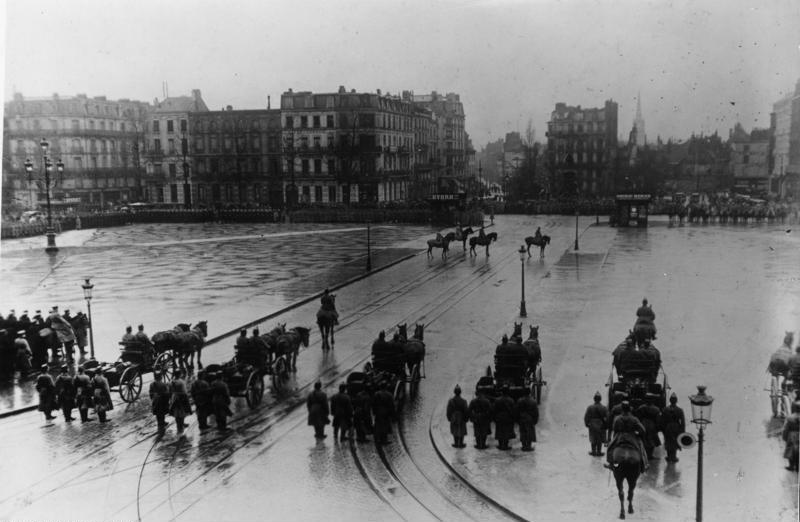
Tropas alemanas realizando un desfile militar en la Plaza de la República, Lille, 1915

La victoria aliada en 1918 vio a Francia recuperar Alsacia-Lorena y reasumir brevemente su antigua posición como la principal potencia terrestre en el continente europeo. Francia fue el principal proponente de las duras condiciones de paz contra Alemania en la Conferencia de Paz de París. Como la guerra se había librado principalmente en suelo francés, había destruido gran parte de la infraestructura y la industria en el norte de Francia, y Francia había sufrido el mayor número de víctimas en proporción a la población. Gran parte de la opinión francesa quería Renania, la sección de Alemania al oeste del Rin y colindante con la frontera nororiental de Francia, y el antiguo foco de la ambición francesa, separarla de Alemania como país independiente. Al final, los estadounidenses y los británicos los obligaron a conformarse con la promesa de que Renania sería desmilitarizada y que se recaudarían cuantiosos pagos de reparación por parte de los alemanes.
Austria, que se había reducido a aproximadamente sus áreas de habla alemana, excluyendo los Sudetes (las áreas en su mayoría habitadas por alemanes de las tierras checas) y el Tirol del Sur, tenía prohibido volver a unirse a sus antiguos estados compañeros del Sacro Imperio Romano Germánico al unirse Alemania. En respuesta a la falta de pago de las reparaciones por parte de Alemania en virtud del Tratado de Versalles en 1923, Francia regresó con la Ocupación del Ruhr, el centro de la producción alemana de carbón y acero, hasta 1925. Además, el Comité Olímpico Internacional dominado por Francia prohibió a Alemania de los Juegos Olímpicos de 1920 y 1924, lo que ilustra el deseo francés de aislar a Alemania.
Bajo los términos de Versalles, el ejército francés tenía derecho a ocupar Renania hasta 1935, pero de hecho los franceses se retiraron de Renania en junio de 1930. Como varias de las unidades, los franceses estacionados en Renania entre diciembre de 1918 y junio de 1930 fueron reclutados de las colonias africanas de Francia, esto promovió una campaña violenta contra el llamado " Horror negro en el Rin " cuando el gobierno alemán y varios grupos alemanes de base afirmaron que las unidades senegalesas en el ejército francés estaban violando a mujeres alemanas blancas en un escala industrial. Numerosos autores alemanes compararon que Francia, el "enemigo hereditario del Rin", había desatado deliberadamente a los senegaleses, que siempre fueron retratados como animales o niños maliciosos, para violar a mujeres alemanas. En palabras del historiador estadounidense Daniel Becker, la campaña contra el "Horror negro en el Rin" se centró en "relatos de violencia sexual contra mujeres alemanas, burguesas y blancas que a menudo lindaban con lo pornográfico" y la campaña contra el "Horror negro" de varios autores alemanes y simpatizantes internacionales asociados "desató una retórica de violencia y nacionalismo radical que, como han argumentado algunos estudiosos, sentó las bases para un apoyo generalizado a los diversos proyectos raciales del régimen nazi".
Sin embargo, el Reino Unido y los Estados Unidos no favorecieron estas políticas, que se consideraron demasiado pro-francesas. Alemania pronto se recuperó económicamente y luego a partir de 1933, bajo Adolf Hitler, comenzó a seguir una política agresiva en Europa. Mientras tanto, Francia en la década de 1930 estaba cansada, políticamente dividida y, sobre todo, temía otra guerra, que los franceses temían que se librara nuevamente en su suelo por tercera vez y que volviera a destruir un gran porcentaje de sus jóvenes. El estancamiento de la población de Francia significaba que le resultaría difícil reprimir la enorme fuerza numérica de una invasión alemana. Se estimó que Alemania podría poner dos hombres en edad de luchar en el campo por cada soldado francés. Así, en la década de 1930, los franceses, con sus aliados británicos, siguieron una política de apaciguamiento de Alemania, sin responder a la remilitarización de Renania, aunque esto puso al ejército alemán en un tramo más grande de la frontera francesa.

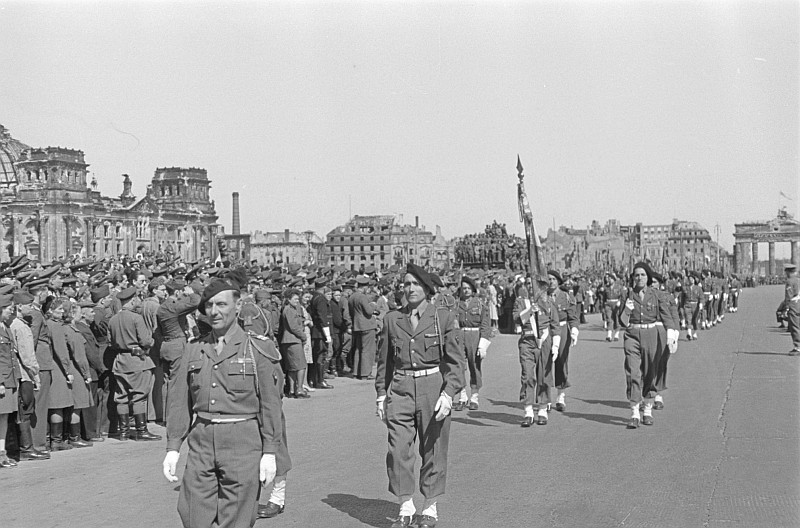
Las fuerzas de ocupación francesas desfilan frente al Reichstag de Berlín al final de la Segunda Guerra Mundial.

Finalmente, sin embargo, Hitler empujó a Francia y Gran Bretaña demasiado lejos, y juntos declararon la guerra cuando Alemania invadió Polonia en septiembre de 1939. Pero Francia seguía exhausta y sin ánimo para una repetición de lo ocurrido en 1914-1918. En Francia había poco entusiasmo y mucho pavor ante la perspectiva de una guerra real. Después de la Guerra de broma, cuando los alemanes lanzaron su invasión relámpago de Francia en 1940, el ejército francés se derrumbó en cuestión de semanas, y con la retirada de Gran Bretaña, una atmósfera de humillación y derrota se apoderó de Francia.
Un nuevo gobierno bajo el mariscal Philippe Pétain pidió un armisticio y las fuerzas alemanas ocuparon la mayor parte del país. Una minoría de las fuerzas francesas escapó al extranjero y continuó la lucha bajo el mando del general Charles de Gaulle (los "franceses libres" o los "franceses combatientes"). Por otro lado, la Resistencia francesa llevó a cabo operaciones de sabotaje dentro de la Francia ocupada por los alemanes. Para apoyar la invasión de Normandía de 1944, varios grupos incrementaron sus sabotajes y ataques guerrilleros. La 2.ª División Panzer SS "Das Reich" fue objeto de ataques y sabotajes constantes en su camino a través del país hacia Normandía, sospechando que el pueblo de Oradour-sur-Glane albergaba terroristas, armas y explosivos, y aniquilando a la población en represalia.
También había un ejército francés libre luchando con los aliados, que contaba con casi 500.000 hombres en junio de 1944, 1'000.000 en diciembre y 1'300.000 al final de la guerra. Al final de la guerra, el ejército francés ocupó el suroeste de Alemania y una parte de Austria. Las tropas francesas bajo el mando del general Jean de Lattre de Tassigny destruyeron y saquearon la ciudad de Freudenstadt en la región de la Selva Negra durante 3 días y perpetraron al menos 600 violaciones de mujeres alemanas de todas las edades allí. También se registran allí varios asesinatos de civiles. También se denunciaron violaciones masivas cometidas por tropas francesas en las ciudades de Pforzheim, Stuttgart, Magstadt y Reutlingen.
Cuando las fuerzas aliadas liberaron Normandía y Provenza en agosto de 1944, surgió una rebelión victoriosa en el París ocupado y estalló el regocijo nacional, al igual que una vorágine de odio dirigida contra los franceses que habían colaborado con los alemanes. Algunos alemanes tomados como prisioneros fueron asesinados por la resistencia.

### Relaciones de posguerra

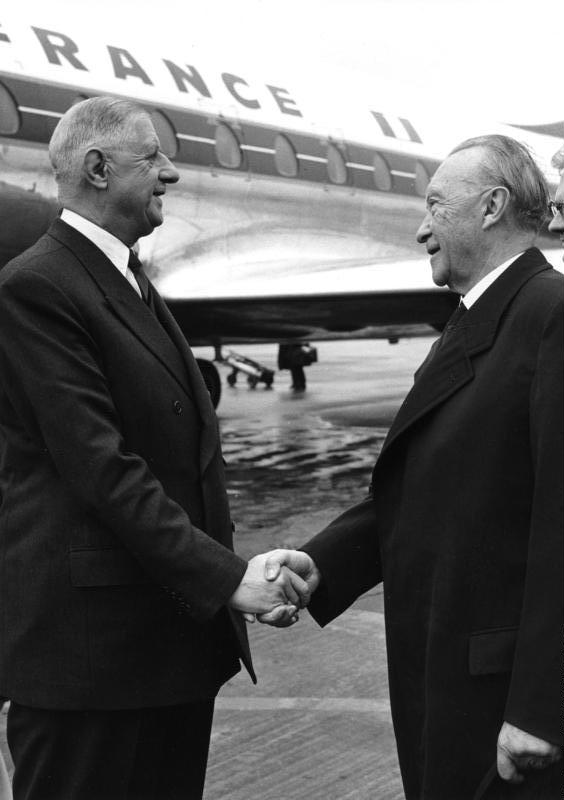
El presidente francés Charles de Gaulle (izquierda) y el canciller alemán Konrad Adenauer (derecha) en 1961.

Tras el fin de la Segunda Guerra Mundial en Europa hubo un debate entre los otros aliados sobre si Francia debería participar en la ocupación de la derrotada Alemania debido al temor de que la larga rivalidad franco-alemana pudiera interferir con la reconstrucción de Alemania. Al final, a los franceses se les permitió participar y, de 1945 a 1955, las tropas francesas estuvieron estacionadas en Renania, Baden-Württemberg y parte de Berlín, con estas áreas siendo sometidas a un gobernador militar francés. El Protectorado del Sarre solo pudo volver a unirse a Alemania Occidental en 1957 tras el referéndum sobre su estatus político en 1955.
En la década de 1950, los franceses y los alemanes occidentales iniciaron un nuevo período de cooperación franco-alemana que condujo a la formación de la Unión Europea. El 22 de enero de 1963, los gobiernos de Francia y Alemania Occidental firmaron el tratado del Elíseo, por el cual ambos países  establecieron las bases de una nueva relación que ponía fin a siglos de rivalidad mutua. Desde entonces, Francia y Alemania (Alemania Occidental entre 1949 y 1990) han cooperado en general en el funcionamiento de la Unión Europea y a menudo, en asuntos de política exterior en general. Por ejemplo, se opusieron conjuntamente a la invasión estadounidense de Irak en 2003 (lo que llevó al secretario de Defensa estadounidense Donald Rumsfeld, a catalogarlos como "la vieja Europa") y desde 2017 lideran el proyecto de refundación de la Unión Europea.